# Dactylanthera chevallieriana
Dactylanthera chevallieriana är en orkidéart som först beskrevs av E.G.Camus, och fick sitt nu gällande namn av Julian Mark Hugh Shaw. Dactylanthera chevallieriana ingår i släktet Dactylanthera, och familjen orkidéer. Inga underarter finns listade i Catalogue of Life.